# Temporada 2020-2021 del FC Barcelona (femení)
La temporada 2020-21 és la 33a en la història del Futbol Club Barcelona, i la 24a temporada del club en la màxima categoria del futbol espanyol.

## Desenvolupament de la temporada
L'equip lluitarà aquest any per 4 títols: la Lliga Iberdrola, la Copa de la Reina, la Supercopa d'Espanya, i la Lliga de Campions.
El club anuncia 9 renovacions: Andrea Pereira i Claudia Pina (renovades fins 2023); Marta Torrejón, Candela Andújar, Laia Codina i Gemma Font (renovades fins 2022) i Kheira Hamraoui, Melanie Serrano i Ana Maria Crnogorcevic (renovades fins 2021).
El 3 de juny es fa efectiva la continuïtat per una temporada més de Lluís Cortés a la banqueta per aquesta temporada.
El 13 de juliol comença la pretemporada.
El 6 de gener de 2021 per commemorar els 50 anys del primer partit de l'equip es va jugar el derbi català contra el RCD Espanyol al Camp Nou.
El 9 de maig de 2021 s'aconsegueix la 6a Lliga.
El 16 de maig de 2021 s'aconsegueix la 1a Lliga de Campions derrotant el Chelsea a la final per 0-4.
El 30 de maig de 2021 es guanya la Copa de la Reina davant el Llevant 4-2 i s'aconsegueix per primer cop a la història del club el triplet.

## Jugadores i cos tècnic

### Plantilla
La plantilla i el cos tècnic del primer equip per a l'actual temporada són els següents:
| N. | Pos. | Nac. | Jugador              |
| -- | ---- | --- | -------------------- |
| 1  | POR  | [[Fitxer:Flag of the Valencian Community (2x3).svg\|23x15px\|border \|alt=País Valencià\|link=Selecció de futbol del País Valencià\|{{#if:\|]] | Sandra Paños 4a      |
| 3  | DEF  | [[Fitxer:Flag of Catalonia.svg\|23x15px\|border \|alt=Catalunya\|link=Selecció de futbol de Catalunya\|{{#if:\|]]                              | Laia Codina          |
| 4  | DEF  | [[Fitxer:Flag of Spain.svg\|23x15px\|border \|alt=Espanya\|link=Selecció de futbol d'Espanya\|{{#if:\|]]                                       | Mapi León            |
| 5  | DEF  | [[Fitxer:Flag of Spain.svg\|23x15px\|border \|alt=Espanya\|link=Selecció de futbol d'Espanya\|{{#if:\|]]                                       | Melanie Serrano      |
| 6  | MIG  | [[Fitxer:Flag of Catalonia.svg\|23x15px\|border \|alt=Catalunya\|link=Selecció de futbol de Catalunya\|{{#if:\|]]                              | Vicky Losada 1a      |
| 7  | DAV  | [[Fitxer:Flag of Spain.svg\|23x15px\|border \|alt=Espanya\|link=Selecció de futbol d'Espanya\|{{#if:\|]]                                       | Jennifer Hermoso     |
| 8  | DEF  | [[Fitxer:Flag of Catalonia.svg\|23x15px\|border \|alt=Catalunya\|link=Selecció de futbol de Catalunya\|{{#if:\|]]                              | Marta Torrejón 3a    |
| 9  | MIG  | [[Fitxer:Flag of the Balearic Islands.svg\|23x15px\|border \|alt=Illes Balears\|link=Selecció de futbol de les Illes Balears\|{{#if:\|]]       | Mariona Caldentey    |
| 10 | MIG  | [[Fitxer:Flag of France (1794–1815, 1830–1974).svg\|23x15px\|border \|alt=França\|link=Selecció de futbol de França\|{{#if:\|]]                | Kheira Hamraoui      |
| 11 | DAV  | [[Fitxer:Flag of Catalonia.svg\|23x15px\|border \|alt=Catalunya\|link=Selecció de futbol de Catalunya\|{{#if:\|]]                              | Alexia Putellas 2a   |
| 12 | MIG  | [[Fitxer:Flag of the Balearic Islands.svg\|23x15px\|border \|alt=Illes Balears\|link=Selecció de futbol de les Illes Balears\|{{#if:\|]]       | Patricia Guijarro 5a |
| 13 | POR  | [[Fitxer:Flag of the Balearic Islands.svg\|23x15px\|border \|alt=Illes Balears\|link=Selecció de futbol de les Illes Balears\|{{#if:\|]]       | Cata Coll            |

| N. | Pos. | Nac. | Jugador                |
| -- | ---- | --- | ---------------------- |
| 14 | MIG  | [[Fitxer:Flag of Catalonia.svg\|23x15px\|border \|alt=Catalunya\|link=Selecció de futbol de Catalunya\|{{#if:\|]]                 | Aitana Bonmatí         |
| 15 | DEF  | [[Fitxer:Flag of Catalonia.svg\|23x15px\|border \|alt=Catalunya\|link=Selecció de futbol de Catalunya\|{{#if:\|]]                 | Leila Ouahabi          |
| 16 | DAV  | [[Fitxer:Flag of Norway.svg\|23x15px\|border \|alt=Noruega\|link=Selecció de futbol de Noruega\|{{#if:\|]]                        | Caroline Graham Hansen |
| 17 | DEF  | [[Fitxer:Flag of Catalonia.svg\|23x15px\|border \|alt=Catalunya\|link=Selecció de futbol de Catalunya\|{{#if:\|]]                 | Andrea Pereira         |
| 18 | DEF  | [[Fitxer:Flag of Switzerland.svg\|23x16px\|border \|alt=Suïssa\|link=Selecció de futbol de Suïssa\|{{#if:\|]]                     | Ana Maria Crnogorcevic |
| 20 | DAV  | [[Fitxer:Flag of Nigeria.svg\|23x15px\|border \|alt=Nigèria\|link=Selecció de futbol de Nigèria\|{{#if:\|]]                       | Asisat Oshoala         |
| 21 | DAV  | [[Fitxer:Flag of Spain.svg\|23x15px\|border \|alt=Espanya\|link=Selecció de futbol d'Espanya\|{{#if:\|]]                          | Andrea Falcón          |
| 22 | DAV  | [[Fitxer:Flag of the Netherlands.svg\|23x15px\|border \|alt=Països Baixos\|link=Selecció de futbol dels Països Baixos\|{{#if:\|]] | Lieke Martens          |
| 23 | DEF  | [[Fitxer:Flag of Catalonia.svg\|23x15px\|border \|alt=Catalunya\|link=Selecció de futbol de Catalunya\|{{#if:\|]]                 | Jana Fernández         |
| 24 | DAV  | [[Fitxer:Flag of Catalonia.svg\|23x15px\|border \|alt=Catalunya\|link=Selecció de futbol de Catalunya\|{{#if:\|]]                 | Bruna Vilamala         |
| 25 | POR  | [[Fitxer:Flag of Catalonia.svg\|23x15px\|border \|alt=Catalunya\|link=Selecció de futbol de Catalunya\|{{#if:\|]]                 | Gemma Font             |
| 29 | DAV  | [[Fitxer:Flag of Catalonia.svg\|23x15px\|border \|alt=Catalunya\|link=Selecció de futbol de Catalunya\|{{#if:\|]]                 | Giovana Queiroz        |

FC Barcelona Femení B
| N. | Pos. | Nac. | Jugador          |
| -- | ---- | --- | ---------------- |
| 32 | MIG  | [[Fitxer:Flag of Catalonia.svg\|23x15px\|border \|alt=Catalunya\|link=Selecció de futbol de Catalunya\|{{#if:\|]] | Ariadna Mingueza |
| 33 | DEF  | [[Fitxer:Flag of Catalonia.svg\|23x15px\|border \|alt=Catalunya\|link=Selecció de futbol de Catalunya\|{{#if:\|]] | Emma Ramírez     |
| 34 | MIG  | [[Fitxer:Flag of Catalonia.svg\|23x15px\|border \|alt=Catalunya\|link=Selecció de futbol de Catalunya\|{{#if:\|]] | María Pérez      |
| 35 | MIG  | [[Fitxer:Flag of Catalonia.svg\|23x15px\|border \|alt=Catalunya\|link=Selecció de futbol de Catalunya\|{{#if:\|]] | Júlia Bartel     |

| N. | Pos. | Nac. | Jugador         |
| -- | ---- | --- | --------------- |
| 37 | DAV  | [[Fitxer:Flag of Spain.svg\|23x15px\|border \|alt=Espanya\|link=Selecció de futbol d'Espanya\|{{#if:\|]]          | Ornella Vignola |
| 38 | DEF  | [[Fitxer:Flag of Catalonia.svg\|23x15px\|border \|alt=Catalunya\|link=Selecció de futbol de Catalunya\|{{#if:\|]] | Berta Bou       |
| 39 | DEF  | [[Fitxer:Flag of Catalonia.svg\|23x15px\|border \|alt=Catalunya\|link=Selecció de futbol de Catalunya\|{{#if:\|]] | Maria Molina    |

Altes
| N. | Pos. | Nac. | Jugador |
| -- | ---- | --- | --- |
| —  | DEF  | [[Fitxer:Flag of Catalonia.svg\|23x15px\|border \|alt=Catalunya\|link=Selecció de futbol de Catalunya\|{{#if:\|]]                        | Jana Fernández (26 de juny. Dinàmica del 1r equip amb opció de jugar amb el Futbol Club Barcelona B (femení))                             |
| —  | DAV  | [[Fitxer:Flag of Catalonia.svg\|23x15px\|border \|alt=Catalunya\|link=Selecció de futbol de Catalunya\|{{#if:\|]]                        | Bruna Vilamala (26 de juny. Dinàmica del 1r equip amb opció de jugar amb el Futbol Club Barcelona B (femení))                             |
| —  | POR  | [[Fitxer:Flag of the Balearic Islands.svg\|23x15px\|border \|alt=Illes Balears\|link=Selecció de futbol de les Illes Balears\|{{#if:\|]] | Cata Coll (2 juliol. Fitxada l'any passat fins 2023 torna de la cessió al Sevilla FC (femení))                                            |
| —  | DAV  | [[Fitxer:Flag of Brazil.svg\|23x15px\|border \|alt=Brasil\|link=Selecció de futbol del Brasil\|{{#if:\|]]                                | Giovana Queiroz (17 de juliol. Del Madrid CFF, traspàs. Dinàmica del 1r equip amb opció de jugar amb el Futbol Club Barcelona B (femení)) |

Baixes
| N. | Pos. | Nac. | Jugador                                                          |
| -- | ---- | --- | ---------------------------------------------------------------- |
| 3  | DEF  | [[Fitxer:Flag of the Netherlands.svg\|23x15px\|border \|alt=Països Baixos\|link=Selecció de futbol dels Països Baixos\|{{#if:\|]] | Stefanie van der Gragt (12 de juny. A l'Ajax Amsterdam (femení)) |
| 13 | POR  | [[Fitxer:Flag of Mexico.svg\|23x15px\|border \|alt=Mèxic\|link=Selecció de futbol de Mèxic\|{{#if:\|]]                            | Pamela Tajonar (3 de juliol. A EDF Logroño)                      |

Cessions
| N. | Pos. | Nac. | Jugador                                                                                        |
| -- | ---- | --- | ---------------------------------------------------------------------------------------------- |
| —  | DAV  | [[Fitxer:Flag of Catalonia.svg\|23x15px\|border \|alt=Catalunya\|link=Selecció de futbol de Catalunya\|{{#if:\|]] | Candela Andújar (12 de juliol. Cessió al València Fèmines Club de Futbol fins al 30 juny 2021) |
| —  | DAV  | [[Fitxer:Flag of Catalonia.svg\|23x15px\|border \|alt=Catalunya\|link=Selecció de futbol de Catalunya\|{{#if:\|]] | Claudia Pina (18 de juliol. Cessió al Sevilla FC (femení) fins al 30 juny 2021)                |
| —  | DAV  | [[Fitxer:Flag of Catalonia.svg\|23x15px\|border \|alt=Catalunya\|link=Selecció de futbol de Catalunya\|{{#if:\|]] | Carla Armengol (19 de juliol. Cessió al Sevilla FC (femení) fins al 30 juny 2021)              |

### Cos tècnic 2020-2021
- Entrenador:  Lluís Cortés
- Segon entrenador:  Rafel Navarro
- Tècnic auxiliar:  Jonatan Giráldez
- Preparadora física:  Berta Carles
- Preparador físic:  Jacob González
- Entrenador de porteres:  Oriol Casares[22]

## Partits
Victòria       Empat       Derrota

### Pretemporada
| 2 d'agost de 2020 | FC Barcelona (femení)                                                | 3-0 | Montpellier HSC (femení) | Sant Joan Despí, Catalunya                                     |  |
| 18:00 CEST        | 1-0, Oshoala (64'); 2-0, Oshoala (86') i 3-0, Jennifer Hermoso (92') |     |                          | Ciutat Esportiva Joan Gamper Camp 7 · Martina Cárdenas López · |  |

| 9 d'agost de 2020 | FC Barcelona (femení) | 6-1 | Montpellier HSC (femení) | Sant Joan Despí, Catalunya                                     |  |
| 18:00 CEST        | 1-0, Aitana Bonmatí (19'); 2-0, Martens (39'); 3-0; Puntingam (pp) (41'); 4-0, Oshoala (63'); 5-0, Alexia (72'); 6-1, Leila (88') |     | 5-1, Banusic (82')       | Ciutat Esportiva Joan Gamper Camp 7 · Sandra Márquez Redondo · |  |

| 24 de setembre de 2020 | FC Barcelona (femení)                                                                     | 5-0 | SE AEM Lleida | Sant Joan Despí, Catalunya                                   |  |
| 20:00 CEST             | 1-0 Alexia (4'), 2-0 Oshoala (23'), 3-0 Aitana (61'), 4-0 Mariona (64'), 5-0 Aitana (65’) |     |               | Ciutat Esportiva Joan Gamper Camp 7 · Coral Couso Cuadrado · |  |

### Lliga
| 4 d'octubre de 2020  | Real Madrid Club de Fútbol (femení) | 0-4 | FC Barcelona (femení)                                                                  | Madrid, Comunitat de Madrid                     |  |
| 13:30 CEST Jornada 1 |                                     |     | 0-1, Patri Guijarro (18'); 0-2, Misa (p.p.,55'); 0-3, Martens (66'); 0-4, Alexia (75') | Estadi Alfredo Di Stéfano · Marta Frías Acedo · |  |

| 11 d'octubre de 2020 | FC Barcelona (femení) | 6-0 | EDF Logroño | Sant Joan Despí, Catalunya              |  |
| 12:00 CEST Jornada 2 | 1-0, Martens (6'); 2-0, Graham Hansen (17'); 3-0, Vicky Losada (20'); 4-0, Aitana (42'); 5-0, Alexia (81'); 6-0, Aitana (92') |     |             | Estadi Johan Cruyff · Paola Cebollada · |  |

| 18 d'octubre de 2020 | Sporting Club de Huelva | 0-6 | FC Barcelona (femení)                                                                                             | Huelva, Andalusia                                                        |  |
| 12:00 CEST Jornada 3 |                         |     | 0-1, Oshoala (4'); 0-2, Hamraoui (6'); 0-3, Alexia (38'); 0-4, Mariona (55'); 0-5, Graham (75'); 0-6, Bruna (78') | Ciudad Deportiva Decano del Fútbol Español · María Eugenia Gil Soriano · |  |

| 31 d'octubre de 2020 | Real Betis Balompié (femení) | 0-5 | FC Barcelona (femení)                                                                                   | Sevilla, Andalusia                                     |  |
| 12:00 CEST Jornada 4 |                              |     | 0-1, Aitana (15'); 0-2, Mariona (27'); 0-3, Oshoala (46'); 0-4, Caro pp (78'); 0-5, Jenni Hermoso (87') | Ciudad Deportiva Luis del Sol · María Romero Navarro · |  |

| 20 de gener de 2021 (Ajornat per Covid) | FC Barcelona (femení) | 7-0 | Rayo Vallecano (femení) | Sant Joan Despí, Catalunya                        |  |
| 17:00 CEST Jornada 5                    | 1-0, Jenni (4'); 2-0, Alexia (11'); 3-0, Oshoala (15'); 4-0, Alexia (41'); 5-0, Oshoala (59'); 6-0, María León (73'); 7-0, Aitana (91') |     |                         | Estadi Johan Cruyff · Arantza Gallastegui Pérez · |  |

| 3 de febrer de 2021 (Ajornat per Covid) | Llevant Unió Esportiva (femení) | 0-3 | FC Barcelona (femení)                                    | Bunyol, Comunitat Valenciana                                  |  |
| 16:00 CEST Jornada 6                    |                                 |     | 0-1, Graham (36'); 0-2, Graham (66'); 0-3, Hermoso (85') | Ciutat Esportiva de Bunyol · María Dolores Martínez Madrona · |  |

| 11 de novembre de 2020 | FC Barcelona (femení)                                                          | 3-0 | Atlético de Madrid (femení) | Sant Joan Despí, Catalunya                  |  |
| 19:00 CEST Jornada 7   | 1-0, Patri Guijarro (31'); 2-0, Jennifer Hermoso (34', p.); 3-0, Martens (84') |     |                             | Estadi Johan Cruyff · Olatz Rivera Olmedo · |  |

| 27 de febrer de 2021 (Ajornat per Covid) | Sociedad Deportiva Eibar (femení) | 0-3 | FC Barcelona (femení)                                               | Eibar, País Basc                                          |  |
| 10:30 CEST Jornada 8                     |                                   |     | 0-1, Melanie (25'); 0-2, Mariona (66'); 3-0, Jennifer Hermoso (86') | Complex Esportiu d'Unbe País Basc · Xiomara Díaz García · |  |

| 21 de novembre de 2020 | FC Barcelona (femení)                                                                                    | 5-1 | Reial Societat (femení) | Sant Joan Despí, Catalunya                               |  |
| 12:00 CEST Jornada 9   | 1-0, Leila (16'); 2-1, Nuria (41' p.p); 3-1, Alexia (77'); 4-1, Marta Torrejón (82'); 5-1, Mariona (84') |     | 1-1, Nahikari (32')     | Estadi Johan Cruyff Catalunya · Elena Contreras Patiño · |  |

| 5 de desembre de 2020 | FC Barcelona (femení) | 9-0 | Santa Teresa CD | Sant Joan Despí, Catalunya                                |  |
| 12:00 CEST Jornada 10 | 1-0, Jennifer Hermoso (3'); 2-0, Martens (10'); 3-0, Martens (15'); 4-0, Martens (25'); 5-0, Jennifer Hermoso (28'); 6-0, Jennifer Hermoso (34'); 7-0, Jennifer Hermoso (45'); 8-0, Mariona (45+2'); 9-0, Oshoala (81') |     |                 | Estadi Johan Cruyff, Catalunya · Elia Martinez Martinez · |  |

| 12 de desembre de 2020 | València Fèmines Club de Futbol | 0-7 | FC Barcelona (femení) | Paterna, Comunitat Valenciana                                      |  |
| 12:00 CEST Jornada 11  |                                 |     | 0-1, Mariona (1'). 0-2, Mariona (27'). 0-3, Hansen (34'). 0-4, Oshoala (38'). 0-5, Oshoala (44'). 0-6, Torrejón (55'). 0-7, Oshoala (74') | Estadi Antonio Puchades Comunitat Valenciana · Marta Frías Acedo · |  |

| 19 de desembre de 2020 | FC Barcelona (femení) | 6-0 | Sevilla FC (femení) | Sant Joan Despí, Catalunya                              |  |
| 12:00 CEST Jornada 12  | 1-0, Alexia (10'); 2-0, Jennifer Hermoso (18'); 3-0, Graham Hansen (44'); 4-0, Oshoala (66'); 5-0, Aitana (73'); 6-0, Aitana (76') |     |                     | Estadi Johan Cruyff Catalunya · Beatriz Arregui Gamir · |  |

| 22 de desembre de 2020 | Real Club Deportivo de La Coruña (femení) | 1-6 | FC Barcelona (femení) | Abegondo, Galícia                                     |  |
| 14:00 CEST Jornada 13  | 1-5, Alba Merino (64')                    |     | 0-1, Jenni Hermoso (20'). 0-2, Jenni Hermoso (24'). 0-3, Oshoala (26'). 0-4, Aitana (34'). 0-5, Oshoala (49'). 1-6, Marta Torrejón (77'). | Ciudad Deportiva de Abegondo · Alicia Espinosa Ríos · |  |

| 6 de gener de 2021    | FC Barcelona (femení)                                                                                              | 5-0 | RCD Espanyol (femení) | Barcelona, Catalunya                             |  |
| 18:00 CEST Jornada 14 | 1-0, Alexia (45'); 2-0, Marta Torrejón (49'); 3-0, Melanie (54'); 4-0, Martens (72'); 5-0, Ana Crnogorcevic, (84') |     |                       | Camp Nou Catalunya · Maria Eugenia Gil Soriano · |  |

| 28 d'abril de 2021 (Ajornat per la Borrasca Filomena) | Madrid CFF | 0-2 | FC Barcelona (femení)              | Madrid, Comunitat de Madrid                                  |  |
| 12:00 CEST Jornada 15                                 |            |     | 0-1, Bruna (31'); 0-2, Bruna (83') | Estadio Municipal Antiguo Canódromo · María Romero Navarro · |  |

| 20 d'abril de 2021 (Ajornat per Covid) | FC Barcelona (femení) | 6-1 | UD Granadilla | Sant Joan Despí, Catalunya                                |  |
| 15:00 CEST Jornada 16                  | 0-1, Pisco (8')       |     | 1-1, Jenni Hermoso (13'); 2-1, Jenni Hermoso (25'); 3-1, Alexia Putellas (29'); 4-1, Martens (min 71); 5-1, Bruna (85'); 6-1, Bruna (91') | Estadi Johan Cruyff, Catalunya · María Dolores Martínez · |  |

| 22 de juny de 2021 (Ajornat per Covid) | Athletic Club de Bilbao (femení) | 0-4 | FC Barcelona (femení)                                                         | Bilbao, País Basc                                            |  |
| 16:00 CEST Jornada 17                  |                                  |     | 0-1, Patri (22'); 0-2, Berta Bou (33'); 0-3, Oshoala (60'); 0-4, Alexia (80') | Instal·lacions de Lezama País Basc · Elena Casal Fernández · |  |

| 31 de gener de 2021   | FC Barcelona (femení)                                                                  | 4-1 | Real Madrid Club de Fútbol (femení) | Sant Joan Despí, Catalunya                  |  |
| 12:00 CEST Jornada 18 | 1-0, Alexia (14'); 2-0, Jennifer Hermoso (23'); 3-0, Oshoala (37'); 4-0, Oshoala (70') |     | 4-1, Olga (81')                     | Estadi Johan Cruyff · Elia María Martínez · |  |

| 7 de febrer de 2021   | EDF Logroño | 0-2 | FC Barcelona (femení)                  | Logronyo, La Rioja                              |  |
| 12:00 CEST Jornada 19 |             |     | 0-1, Losada (23'); 0-2, Hamraoui (54') | Estadi Mundial 82 · Verónica González Sánchez · |  |

| 10 de febrer de 2021  | FC Barcelona (femení) | 6-0 | Real Betis Balompié (femení) | Sant Joan Despí, Catalunya                |  |
| 19:00 CEST Jornada 20 | 1-0, Mapi León (9'); 2-0, Alexia (11'); 3-0, Aitana (55'); 4-0, J. Hermoso (66'); 5-0, Patri Guijarro (74'); 6-0, J. Hermoso (82' p.) |     |                              | Estadi Johan Cruyff · Marta Frías Acedo · |  |

| 6 de març de 2021     | Santa Teresa Club Deportivo | 0-3 | FC Barcelona (femení)                                        | Badajoz, Extremadura                            |  |
| 15:00 CEST Jornada 21 |                             |     | 0-1, Alexia (8'). 0-2, Jenni Hermoso (47'). 0-3, Patri (72') | El Vivero Extremadura · Elena Casal Fernández · |  |

| 14 de març de 2021    | FC Barcelona (femení)                                                                          | 5-0 | València Fèmines Club de Futbol | Sant Joan Despí, Catalunya                              |  |
| 17:30 CEST Jornada 22 | 1-0, Alexia (7',p); 2-0, Graham (25'); 3-0, Oshoala (29'); 4-0, Patri (44'); 5-0, Graham (90') |     |                                 | Estadi Johan Cruyff Catalunya · Beatriz Arregui Gamir · |  |

| 20 de març de 2021    | Rayo Vallecano (femení) | 0-4 | FC Barcelona (femení)                                                                | Madrid, Comunitat de Madrid                  |  |
| 14:00 CEST Jornada 23 |                         |     | 0-1, Crnogorčević (14'); 0-2, Oshoala (31'): 0-3, Hamraoui (55'); 0-4, Martens (88') | Estadi de Vallecas · Paola Cebollada López · |  |

| 27 de març de 2021    | Sevilla FC (femení) | 0-4 | FC Barcelona (femení)                                                                         | Sevilla, Andalusia                          |  |
| 14:00 CEST Jornada 24 |                     |     | 0-1, Marta Torrejón (47'); 0-2, Martens (53'); 0-3, Martens (60'); 0-4, Bruna Vilamala (80'). | Estadi Jesús Navas · Maria Romero Navarro · |  |

| 4 d'abril de 2021     | FC Barcelona (femení) | 7-1 | Llevant Unió Esportiva (femení) | Sant Joan Despí, Catalunya                        |  |
| 12:00 CEST Jornada 25 | 1-0, Marta Torrejón (4'); 2-0, Vicky Losada (20'); 3-0, Mariona (35'); 4-0, Melanie (50'); 5-0, Bruna (60'); 6-0, Aitana (81'); 7-0, Jennifer Hermoso (85') |     | 7-1, Redondo (93')              | Estadi Johan Cruyff · Maria Eugenia Gil Soriano · |  |

| 17 d'abril de 2021    | FC Barcelona (femení) | 9-0 | Real Club Deportivo de La Coruña (femení) | Sant Joan Despí, Catalunya                    |  |
| 12:00 CEST Jornada 26 | 1-0, Mapi León (9'); 2-0, Villegas (18', p.p.); 3-0, Alexia (30'); 4-0, Alexia (33'); 5-0, J. Hermoso (38'); 6-0, Iris (41', p.p.); 7-0, Marta Torrejón (4'5); 8-0, Alexia (56'), 9-0, J. Hermoso (91'). |     |                                           | Estadi Johan Cruyff · Paola Cebollada López · |  |

| 1 de juny de 2021 (Ajornat pel partit de semis de Champions del Barça) | Atlético de Madrid (femení)                                                          | 4-3 | FC Barcelona (femení)                                               | Alcalá de Henares, Comunitat de Madrid                                             |  |
| 17:45 CEST Jornada 27                                                  | 1-0, Amanda Sampedro (12'); 2-2, Laurent (58'): 3-2, Laurent (67'); 4-3, Deyna (79') |     | 1-1, Bruna (18'); 1-2, Oshoala (min 36'); 3-3, Marta Torrejón (75') | Centro Deportivo Wanda Alcalá de Henares Comunitat de Madrid · Marta Frías Acedo · |  |

| 19 de maig de 2021 (Ajornat pel partit de semis de Champions del Barça) | FC Barcelona (femení) | 8-0 | Athletic Club de Bilbao (femení) | Sant Joan Despí, Catalunya                              |  |
| 20:15 CEST Jornada 28                                                   | 1-0, Jennifer Hermoso (4'); 2-0, Martens (13'); 3-0, Martens (25'); 4-0, Jennifer Hermoso (35'); 5-0, Bruna (43'); 6-0, Jennifer Hermoso (51'); 7-0, Bruna (64'); 8-0, Crnogorčević (86') |     |                                  | Estadi Johan Cruyff Catalunya · Elena Casal Fernandez · |  |

| 9 de maig de 2021     | UD Granadilla | 0-1 | FC Barcelona (femení) | Granadilla de Abona, Illes Canàries                    |  |
| 12:30 CEST Jornada 29 |               |     | 0-1, Bruna (37')      | La Palmera Illes Canàries · Zulema González González · |  |

| 24 de juny de 2021 (Ajornat per la final de Champions del Barça) | FC Barcelona (femení)                                                                                       | 5-0 | Sporting Club de Huelva | Sant Joan Despí, Catalunya                            |  |
| 16:00 CEST Jornada 30                                            | 1-0, Martens (21'); 2-0, Jennifer Hermoso (29'); 3-0, Aitana (64'); 4-0, Oshoala (87'); 5-0, Torrejón (93') |     |                         | Estadi Johan Cruyff Catalunya · Xiomara Díaz Garcia · |  |

| 22 de maig de 2021    | RCD Espanyol (femení)                        | 2-3 | FC Barcelona (femení)                                                 | Sant Adrià del Besòs, Catalunya                                    |  |
| 14:00 CEST Jornada 31 | 1-1, Baudet (17', p); 2-1, Szymanowski (27') |     | 0-1, Crnogorcevic (5'); 2-2, Patri Guijarro (38'); 2-3, Mariona (93') | Ciutat Esportiva de Sant Adrià, Catalunya · Alicia Espinosa Ríos · |  |

| 6 de juny de 2021     | FC Barcelona (femení)                                 | 3-2 | Madrid CFF                           | Sant Joan Despí, Catalunya                     |  |
| 12:00 CEST Jornada 32 | 1-1, Bruna (2); 2-2, Torrejón (64'); 3-2, Patri (73') |     | 0-1, Priscila (1'); 1-2, Ohale (38') | Estadi Johan Cruyff · Beatriz Cuesta Arribas · |  |

| 20 de juny de 2021    | Reial Societat (femení) | 1-4 | FC Barcelona (femení)                                                                   | Zubieta, País Basc                                            |  |
| 17:00 CEST Jornada 33 | 1-0, Eizagirre (14')    |     | 1-1, J. Hermoso (50'); 1-2, Martens (75'); 1-3, J. Hermoso (80'); 1-4, J. Hermoso (89') | Instal·lacions de Zubieta País Basc · Lidia Barragan Gaspar · |  |

| 27 de juny de 2021    | FC Barcelona (femení) | 9-1 | Sociedad Deportiva Eibar (femení) | Sant Joan Despí, Catalunya                              |  |
| 11:00 CEST Jornada 34 | 1-0, Mariona (17'); 2-0. Alexia (22'); 3-0, Jennifer Hermoso (23'); 4-0, Jennifer Hermoso (27'); 5-0, Mariona (28'); 6-0, Jennifer Hermoso (42'); 7-1, Mariona (53'); 8-1, Mariona (81'); 9-1, Laia Codina (p. 92') |     | 6-1, Arola (45+2')                | Estadi Johan Cruyff Catalunya · Elena Peláez Arnillas · |  |

### Copa de la Reina
| 27 de març de 2021   | Sevilla FC (femení)     | 1-4 | FC Barcelona (femení)                                                             | Sevilla, Andalusia                           |  |
| 19:00 CEST 1/4 final | 1-0, Claudia Pina (12') |     | 1-1, Mariona (25'), 1-2, Vicky Losada (48'); 1-3, Alexia (49'); 1-4, Graham (94') | Estadi Jesús Navas · Beatriz Arregui Gamir · |  |

| 26 de maig de 2021    | Madrid CFF | 0-4 | FC Barcelona (femení)                                                      | Leganés, Comunitat de Madrid                               |  |
| 19:00 CEST Semifinals |            |     | 0-1, Alexia (15'); 0-2, Bruna (63'); 0-3, Mariona (66'); 0-4, Alexia (69') | Estadi Municipal de Butarque · María Eugenia Gil Soriano · |  |

| 30 de maig de 2021 | FC Barcelona (femení)                                                                     | 4-2 | Llevant Unió Esportiva (femení)            | Leganés, Comunitat de Madrid                                    |  |
| 20:00 CEST Final   | 1-0, Patri Guijarro (5'); 2-0, Alexia (20'); 3-0, Marta Torrejón (29'); 4-2, Alexia (73') |     | 3-1, Alba Redondo (59'); 3-2, Banini (67') | Estadi Municipal de Butarque · María Dolores Martínez Madrona · |  |

### Supercopa d'Espanya
| 13 de gener de 2021   | Atlético de Madrid (femení)                                                   | 1-1 / 3-1 als penals | FC Barcelona (femení)                                      | Almeria, Andalusia                                                |  |
| 19:00 CEST Semifinals | 1-0, Van Dongen (67'); Tanda de penals: 1-0, Deyna; 2-0, Laurent; 3-1, Guagni |                      | 1-1, Alexia Putellas (90'). Tanda de penals: 2-1, Torrejón | Estadi dels Jocs Mediterranis Andalusia · Paola Cebollada López · |  |

### Lliga de Campions
| 9 de desembre de 2020 | PSV Eindhoven (femení) | 1-4 | FC Barcelona (femení)                                                                           | Eindhoven, Països Baixos              |  |
| 16:30 CEST 1/16 Anada | 1-4, Smits (88')       |     | 0-1, Jenni Hermoso (4'), 0-2, Van den Berg (44' pp), 0-3, Oshoala (min 66'), 0-4, Martens (74') | Jan Louwers Stadion · Olga Zadinová · |  |

| 16 de desembre de 2020  | FC Barcelona (femení)                                                                     | 4-1 | PSV Eindhoven (femení) | Sant Joan Despí, Catalunya               |  |
| 17:00 CEST 1/16 Tornada | 1-0, Graham Hansen (4'); 2-0, Martens (40'); 3-0, Graham Hansen (61'); 4-0, Martens (75') |     | 4-1 Smits (90')        | Estadi Johan Cruyff · Ivana Projkovska · |  |

| 3 de març de 2021    | FC Barcelona (femení)                                                                  | 4-0 | Fortuna Hjørring | Sant Joan Despí, Catalunya             |  |
| 16:45 CEST 1/8 Anada | 1-0, J. Hermoso (12'); 2-0, J. Hermoso (18'); 3-0, J. Hermoso (56'); 4-0, Alexia (82') |     |                  | Estadi Johan Cruyff · Shona Shukrula · |  |

| 10 de març de 2021     | Fortuna Hjørring | 0-5 | FC Barcelona (femení)                                                                               | Hjørring, Dinamarca                  |  |
| 15:55 CEST 1/8 Tornada |                  |     | 0-1, Aitana (36'); 0-2, Aitana (48'), 0-3 Mariona (54',p); 0-4, Oshoala (78'); 0-5, Torrejón (85'). | Hjørring Stadion · Lorraine Watson · |  |

| 24 de març de 2021   | FC Barcelona (femení)                                               | 3-0 | Manchester City (femení) | Imola, Itàlia *Per restriccions de l'Estat Espanyol als vols procedents de les Illes Britàniques pel COVID-19 |  |
| 12:30 CEST 1/4 Anada | 1-0, Oshoala (35'); 2-0, Mariona (52' p.); 3-0, Jenni Hermoso (86') |     |                          | U-Power Stadium · Tess Olofsson ·                                                                             |  |

| 30 de març de 2021     | Manchester City (femení)            | 2-1 | FC Barcelona (femení) | Manchester, Anglaterra               |  |
| 17:00 CEST 1/4 Tornada | 1-0, Beckie (20'); 2-1, Mewis (68') |     | 1-1, Oshoala (59')    | Academy Stadium · Monika Mularczyk · |  |

| 25 d'abril de 2021   | Paris Saint-Germain Football Club Féminines | 1-1 | FC Barcelona (femení)       | Saint-Germain-en-Laye, França           |  |
| 15:00 CEST 1/2 Anada | 1-1, Cook (22')                             |     | 0-1, Jennifer Hermoso (13') | Stade Georges Lefèvre · Olga Zadinova · |  |

| 2 de maig de 2021      | FC Barcelona (femení)                  | 2-1 | Paris Saint-Germain Football Club Féminines | Sant Joan Despí, Catalunya                     |  |
| 12:00 CEST 1/2 Tornada | 1-0, Martens (8'); 2-0, Martens (31'); |     | 2-1, Katoto (34')                           | Estadi Johan Cruyff · Anastasia Pustovoitova · |  |

| 16 de maig de 2021 | Chelsea FC (femení) | 0-4 | FC Barcelona (femení)                                                                    | Goteborg, Suècia                     |  |
| 21:00 CEST Final   |                     |     | 1-0, Leupolz (1' p.p.); 0-2 Alexia Putellas (14' p.); 0-3 Aitana (20'); 0-4 Hansen (35') | Estadi Gamla Ullevi · Riem Hussein · |  |